# Chaniers

Chaniers este o comună în departamentul Charente-Maritime, Franța. În 1 ianuarie 2022 avea o populație de 3.634 de locuitori.